# Cañete (kommunhuvudort)
Cañete är en kommunhuvudort i Spanien.   Den ligger i provinsen Provincia de Cuenca och regionen Kastilien-La Mancha, i den centrala delen av landet, 180 km öster om huvudstaden Madrid. Cañete ligger 1 180 meter över havet och antalet invånare är 872.
Terrängen runt Cañete är lite kuperad.  Trakten runt Cañete är nära nog obefolkad, med mindre än två invånare per kvadratkilometer. Cañete är det största samhället i trakten. 